# Weselny tydzień
Weselny tydzień (ang. The Week of) – amerykański film komediowy z 2018 roku.

## Fabuła[1]
Na tydzień przed ślubnym kobiercem własnych dzieci, dwóch poróżnionych ze sobą ojców Kenny Lustig i Kirby Cordice musi odłozyć na bok swoje spory i odmienne pomysły co do tego, jak powinno wyglądać wesele przyszłych nowożeńców i zacząć ze sobą współpracować.

## Obsada[2]
- Adam Sandler jako Kenny
- Chris Rock jako Kirby
- Steve Buscemi jako Charles
- Allison Strong jako Sarah
- Rachel Dratch jako Debbie